# Жюль Норьяк
Жюль Норьяк (псевдоним Клода Антуана Жюля Кейрона) (фр. Jules Noriac; 24 апреля 1827, Лимож — 1 октября 1882, Париж) — французский драматург, либреттист
, журналист, прозаик, режиссёр и театральный деятель.

## Биография
Сотрудничал с рядом французских печатных изданий, журналист многих газет. Начинал в 1850 году в «Corsair», продолжил работу в 1851 году в «Gazette de France», обозреватель событий в Национальном собрании в 1853 году, затем редактировал еженедельник «Le Figaro». Одновременно печатался в «Revue fantaisiste», «Gazette de Paris», «La Silhouette», «Revue des Beaux Arts», «L’Univers illustré» и других.
Под псевдонимом Жюль Норьяк писал прозу, театральные пьесы, либретто оперетт, юмористические статьи.
С 1856 по 1869 год был одним из директоров парижского Театра варьете (Théâtre des Variétés), в 1868—1879 годах руководил музыкальным Театром Буфф-Паризьен (Théâtre des Bouffes-Parisiens).
Умер от рака. Похоронен на кладбище Монмартр.

## Избранные произведения
Романы и рассказы
- 1870: Histoire du siège de Paris
  - Les Gens de Paris
  - Dictionnaire des amoureux
- 1859: Le 101 Régiment
- 1860: La Bêtise humaine
- 1861: Le Grain de sable
- 1862: La Boîte au lait
- 1863: Les Mémoires d’un baiser
- 1863: La Dame à la plume noire
- 1865: Le Journal d’un flâneur
- 1866: Le Capitaine Sauvage
  - Le Chevalier de Cerny
  - La Comtesse de Bruges
  - La Falaise d’Houlgate
  - Mademoiselle Poucet
  - Sur le rail
- 1873: Le Mouton enragé
- 1876: La Maison verte

Оперетты и водевили
- 1870: Les Baisers d’alentour

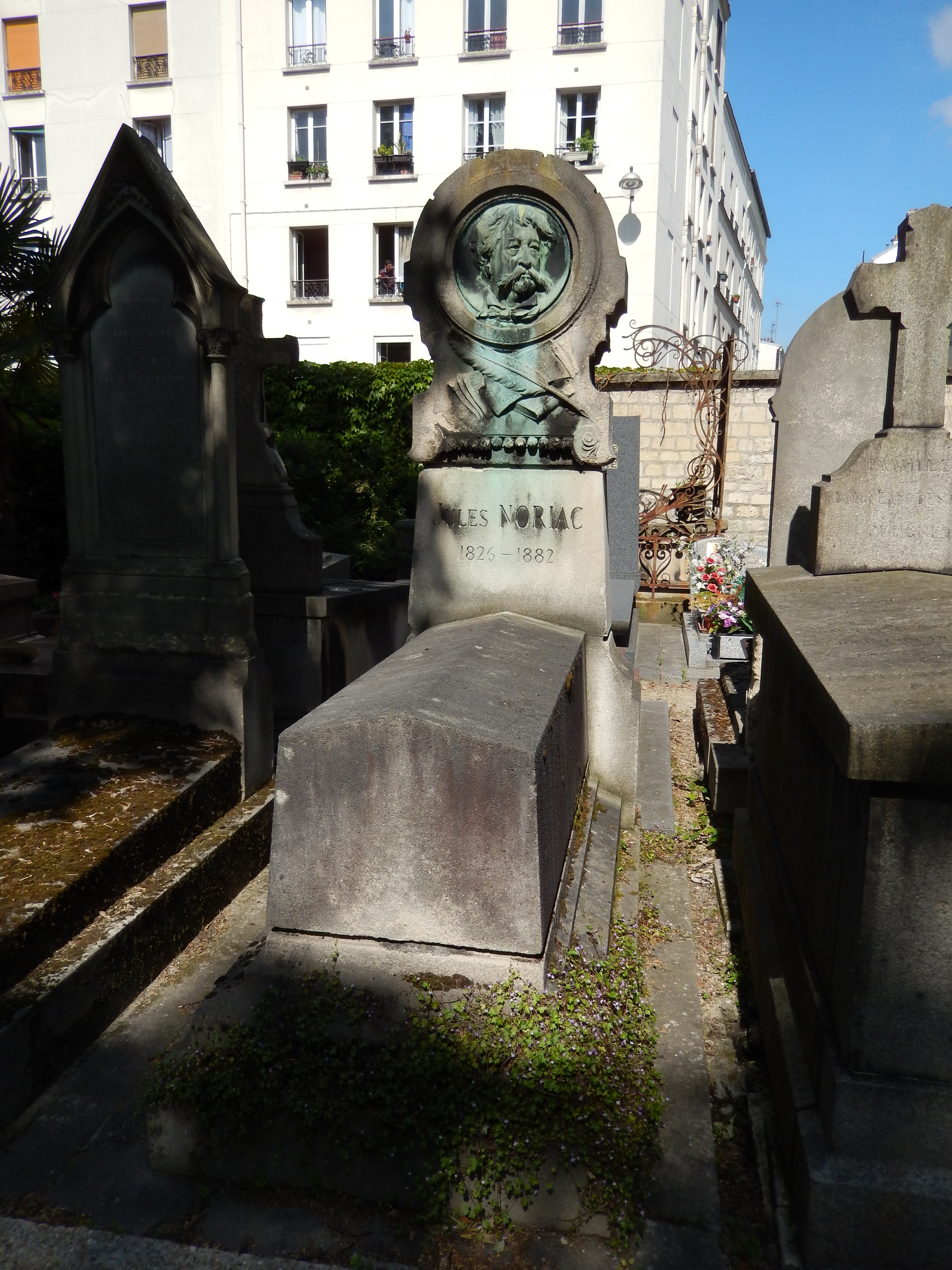
Могила Жюля Норьяка на кладбище Монмартр

- 1871: Le Barbier de Trouville, музыка Шарля Лекока
- 1872: la Timbale d’argent, в соавт. с Э. Гранже, музыка Леона Вассера
- 1873: la Petite Reine
- 1875: la Branche cassée
- 1876: la Boîte au lait, музыка Ж. Оффенбаха
- 1876: Pierrette et Jacquot, в соавт. с Ф. Жилем, музыка Ж. Оффенбаха
- 1877: La Sorrentine, в соавт. с Ж. Мойно, музыка Леона Вассера

## Память
- Именем Жюля Норьяка в 1892 году названа одна из улиц его родного города.

## Награды
- Орден Карлоса III (Испания)